# Willem Cornelis van der Sijde
Willem Cornelis van der Sijde was een bekend vioolbouwer in de 17e eeuw. Hij werd geboren in 1664 in Nieuwerkerk. Zijn datum van overlijden is niet exact bekend. Hij practiseerde in Amsterdam. Koningin Juliana bezat en bespeelde een viool van Willem van der Sijde, en schonk deze aan de Studiefonds Oskar Back. Deze viool wordt beheerd door de Nationaal Muziekinstrumenten Fonds in Amsterdam en door haar uitgeleend aan talentvolle jonge musici. In de collectie Scheurleer van het Gemeentemuseum van Den Haag bevinden zich drie violen van Willem van der Sijde.